# 馮國英
馮國英（16世纪—17世纪），號蒼蚪，浙江杭州府钱塘县民籍，餘姚縣人。

## 生平
万历三十四年（1606年）丙午科浙江乡试第五名举人，四十七年（1619年）己未科進士，禮部觀政，四十八年改順天府儒學教授，天啓元年（1621年）升国子监助教，卒于官。

## 家族
曾祖馮琰！壽官。祖父馮伯科，生员。